# Голубев, Константин Павлович
Константин Павлович Голубев — советский государственный и политический деятель, председатель Читинского областного исполнительного комитета.

## Биография
Родился в 1905 году. Член ВКП(б).
С 1927 года — на общественной и политической работе. В 1927—1949 гг. — агроном-практикант, агроном в Тверской губернии, в РККА, агроном Максатихинского районного земельного отдела, директор машинно-тракторной станции, управляющий Калининской областной конторой «Госсортфонда», заместитель начальника Калининского областного земельного отдела, заместитель председателя Исполнительного комитета Калининского областного Совета, заместитель народного комиссара земледелия РСФСР, председатель Исполнительного комитета Читинского областного Совета.
Избирался депутатом Верховного Совета СССР 2 созыва.